# Éric Debarbieux
 (avril 2024).
Éric Debarbieux, né le 9 février 1953 à Roubaix, France, est un pédagogue français.
Il est connu pour ses travaux sur la violence à l'école et ses réflexions pédagogiques.

## Biographie
Éric François Patrick Debarbieux est né le 9 février 1953 à Roubaix dans le département du Nord. Il a fait ses études au Lycée Gambetta de Tourcoing et a obtenu un doctorat de philosophie à l'Université Pierre-Mendès-France - Grenoble II.
Il est marié avec Catherine Blaya-Debarbieux, maître de conférences puis professeure en sciences de l'éducation, qui a dirigé l'Observatoire européen de la violence scolaire puis l'Observatoire International.
Il est décoré de la médaille de bronze de la Jeunesse et des Sports, ainsi que de la légion d'honneur,.

## Formation
1991 : doctorat ès lettres (philosophie) université de Grenoble. Titre de la thèse : Folies et fous dans la pensée platonicienne.
1998 : habilitation à diriger des recherches, université de Bordeaux 

## Carrière
PARCOURS PROFESSIONNEL
1973- 1978 : éducateur pour l’Association Le Gîte à Roubaix.
1978-1991 : instituteur spécialisé 
1991-1998 : maître de conférences à l'université de Bordeaux II 
1998-2011 : professeur des universités à Bordeaux en sciences de l’éducation.
Décembre 2011 : professeur des universités à l’université Paris-Est Créteil.
2012-2015 : délégué ministériel chargé de la prévention et de la lutte contre les violences en milieu scolaire (en détachement)
Depuis septembre 2015 : professeur des universités à l’université Paris-Est Créteil, ESPE
AUTRES RESPONSABILITÉS
1998 : direction jusqu’en 2004 de l’Observatoire européen de la violence en milieu scolaire.
Depuis 2001 : président du comité scientifique des 4 premières conférences mondiales sur la violence à l’école : Paris (2001), Québec (2003), Bordeaux (2006), Lisbonne (2008).
2004 : mis à disposition de l’UNESCO au Brésil comme directeur de la recherche et de l’évaluation 
2004 – 2011 : président de l’Observatoire international de la violence à l’école, observatoire qui regroupe des chercheurs d’une trentaine de pays.
2010 : président du conseil scientifique des États généraux de la sécurité à l’école (nomination par le ministre de l’Éducation nationale).
Depuis 2010 : membre du comité scientifique du USC Building capacity, University of Southern California, L.A. .
2011 : président des Assises nationales contre le harcèlement à l’école. Paris, MENESR.
2013-2015 : membre du Haut Comité pour l’égalité entre les femmes et les hommes 
Depuis 2017 : vice-président de l'Association Prévenance, apprenons à vivre ensemble

## La question du harcèlement entre élèves
Au cours des années 2000, Éric Debarbieux a fortement critiqué le concept de school bullying développé par ses confrères anglo-saxons. Dans plusieurs ouvrages, il a repris le même argumentaire : « On peut alors souligner l'effet pervers que peuvent occasionner certaines politiques de sensibilisation qui en faisant connaître un phénomène le font exister et lui donnent une plus grande importance. De plus, le bullying est un concept psychologisant qui tend à individualiser le problème et à n'en rendre responsable que l'agresseur ou la victime, parfois la famille. Ces derniers sont décontextualisés, on ne considère ni l'influence du contexte socio-économique ni celle de l'institution scolaire. Selon Olweus, le bullying ne serait pas la conséquence de classes trop nombreuses, ni l'effet de l'échec scolaire ou de conditions économiques difficiles. Il serait essentiellement dû à la personnalité de la victime ou de l'agresseur (Olweus, 1994). Ceci risquerait de nous entraîner dans l'extrême d'une théorie totalement positiviste selon laquelle le comportement serait déterminé uniquement par des facteurs individuels sur lesquels l'individu lui-même n'exercerait pas de contrôle. La solution au problème serait alors facilement trouvée, il s'agirait d'éloigner les éléments perturbateurs. Une tendance que nous pourrions associer aux recherches sur le School bullying est celle de l'étiquetage des comportements «antisociaux» et la pathologisation des comportements perturbateurs, dédouanant parfois les institutions sociales de toute production de la violence ».
En 2010, il organise à Paris les États généraux de la sécurité à l’école au cours desquels la question du harcèlement scolaire est abordée à travers la lutte contre la cyberviolence.
C’est en 2011 par une lettre de mission du 4 janvier, que le ministre de l’éducation Luc Chatel le charge d’une mission visant à lutter contre le phénomène du harcèlement à l’école. Son rapport : A l’école des enfants heureux… enfin presque, paraît en mars 2011.
De 2012 à 2015, il est nommé délégué ministériel chargé de la prévention et de la lutte contre les violences en milieu scolaire. Il participera à la création du prix Non au harcèlement !
En 2019, il refuse de participer aux assises régionales contre le harcèlement scolaire organisées à Lyon en raison de ses désaccords avec Laurent Wauquiez, le Président du conseil régional d'Auvergne-Rhône-Alpes.

## Travaux
Contrats de recherche sur la période 2001-2017
1. La délinquance des mineurs : proximité et territoires, programme de recherche faisant l'objet d'une convention avec l’Institut des Hautes Etudes de la Sécurité Intérieure, rapport final : septembre 2001
2. Création et consolidation d’un Observatoire européen de la violence scolaire, programme faisant l'objet d'une convention bisannuelle avec la Commission européenne, Direction générale Education et culture et d’un cofinancement par le Conseil Régional Aquitaine (1998-2003)
3. Recherches internationales sur la violence à l’école, financement quadriennal du Conseil Régional Aquitaine 2002-2006. Recherches incluant le Brésil (UNESCO), l’Angleterre, l’Allemagne, La Belgique, l’Espagne, le Portugal, la France, le Mexique, le Canada, le Burkina Faso, la république de Djibouti (UNICEF), le Mali, La République tchèque et la Roumanie.
4. Microviolences et victimations en école élémentaire et au collège, évolution 1995-2003, 2003-2004, Paris, Ministère de l’éducation nationale. Rapport : DEBARBIEUX, E. & MONTOYA, Y. (2004). Victimations et microviolences dans les écoles françaises. Enquêtes de victimation 1996-2004. Paris, MEN.
5. Enquêtes de victimation en milieu scolaire au Brésil. UNESCO, 2004-2005
6. Violence et châtiment corporel dans les écoles de Djibouti, UNICEF, 2005. Rapport de recherche : DEBARBIEUX, E., dir. (2005) Etude sur la violence à l’école en république de Djibouti. Djibouti - Bordeaux : UNICEF et Observatoire Européen de la Violence en Milieu Scolaire.
7. Analyse critique de littérature sur les modalités de prévention, de prise en charge et de gestion des passages à l’acte violents d’adolescents dans des établissements relevant au moins pour une partie de leur public, de la protection de l’enfance en France et au Québec. ONED, 2007 (Avec Yves Montoya, Catherine Blaya et Catherine Mancel) Téléchargeable : http://www.oned.gouv.fr/docs/production-interne/recherche/note-synthese-debarbieux.pdf
8. BLAYA C.,  DEBARBIEUX, E. 2008-2009. Évaluation de la participation française à l’European Safer School Partnership – Programme de prévention de la violence scolaire. Comenius 3 network project.
9. BLAYA C., DEBARBIEUX, E. DENECHEAU, B. 2009-2010. Anti-Violence Campus Project  « AVC@SL ». Organisation d’un centre de recherche et de ressources en ligne. Programme européen GRUNDVIG.
10. Enquête nationale de victimation auprès d’enfants âgés de 8 à 12 ans. UNICEF (2009-2010).  Rapport : A l’école des enfants heureux… enfin presque. Téléchargeable sur le site de l’UNICEF France : http://www.unicef.fr/userfiles/UNICEF_FRANCE_violences_scolaires_mars_2011.pdf
11. La victimation des Personnels de direction de l’éducation nationale. (CASDEN 2010), avec Georges Fotinos.
12. Enquête de victimation auprès des enseignants du premier degré (rapport : septembre 2012). (Médiateur de la République, FAS-USU).
13. Violence à l’école et genre en Afrique subsaharienne (Mali et Burkina Faso) (rapport : décembre 2012). (MAE).
14. Enquête de victimation auprès des enseignants du second degré (rapport février 2013). (FAS-USU)
15. ANR IPOGEES. Évaluation des interventions policières dans les établissements scolaires. Co-portage avec Anne Wuillemier, Institut national des hautes études de la sécurité et de la justice. 2013-2017.
16. ADHERE, projet de recherche sur la prévention de la violence et du harcèlement dans 30 REP. (FSE, CASDEN 2014-2017)

Encadrement et animation recherche
Création et direction de l’EA 2965 : LARSEF – Laboratoire de recherches sociales en éducation et formation – Université Bordeaux 2 1998-2006
Direction de l’EA 4140 LACES – Laboratoire Cultures, Education Sociétés – Université Victor Segalen, Bordeaux 2008-2010
Direction de l’OUIEP – Equipe au sein du CIRCEFT-REV, UPEC 2011
Création et Direction de l’Observatoire Européen de la Violence en Milieu Scolaire (au sein du LARSEF) 1998-2006
Création et Direction de l’Observatoire International de la Violence à l’Ecole 2005-2012 (l’OIVE est une ONG scientifique regroupant les chercheurs d’une trentaine de pays) 

## Publications
- DEBARBIEUX E. (1990). La Violence dans la classe. Paris, ESF.
- CLANCHE P., DEBARBIEUX E., TESTANIERE J. (1994) (dir.). La Pédagogie Freinet: mises à jour et perspectives, (sous la direction de), Bordeaux, Presses Universitaires
- JEANNEL A., CLANCHE P., DEBARBIEUX E. (1994) (dir). 25 ans de Sciences de l'éducation, Bordeaux, 1967-1992, (sous la direction), Paris, AECSE/INRP
- DEBARBIEUX E (1996). La violence en milieu scolaire : 1 : Etat des lieux,  Paris, ESF
- DEBARBIEUX E (1999). La violence en milieu scolaire : 2 : Le désordre des choses,  Paris, ESF
- BAUDRY, P., BLAYA, C., CHOQUET, M., DEBARBIEUX E., POMEREAU, X. (2000). Souffrances et violences à l’adolescence. Paris, ESF
- DEBARBIEUX E., BLAYA C., (2001), (dir.). La violence en milieu scolaire 3 : 10 approches en Europe. Paris ESF. Traduction brésilienne : DEBARBIEUX E., BLAYA C., (2002) , Violencias nas escolas dez abordagems europeais, Brasilia, UNESCO.
- DEBARBIEUX E., BLAYA C., (2001), (dir.). Violences à l’école et politiques publiques, Actes de la première conférence mondiale (mars 2001- UNESCO), Paris, ESF. Traduction anglaise: DEBARBIEUX E., BLAYA C., (2001), Violence in schools and public policies, Elsevier, Paris, New York et brésilienne DEBARBIEUX E., BLAYA C., (2002), Violencias nas escolas e politicas publicas, Brasilia, UNESCO.
- AYERBEC P., GARAGORRI X, APALATEGI J., DEBARBIEUX E., BLAYA C., ARAMENDI P., BUJAN K., QUECEDO R.,(2002), Restos educativos para la proxima decada en la union europea y suo implicaciones organizativas, Astigazzara (Guipuzcoa).
- DEBARBIEUX E., (2002), L’oppression quotidienne, enquêtes sur une délinquance des mineurs, Paris, La Documentation française.
- DEBARBIEUX, E., C. BLAYA, E. ROYER, R. ORTEGA, H. COWIE, F. PRINA, M. ABRAMOVAY, (2003), Desafios e Alternativas : violencias nas escolas, Brasilia, UNESCO, UNDP.
- DEBARBIEUX, E. (2006). Violences à l’école: un défi mondial?  Paris: Armand Colin Traduction portugaise: DEBARBIEUX, E. (2007). Violencia na escola: um desafio mundial? Lisbonne: Institut Piaget.  Traduction turque: DEBARBIEUX (E.) (2009). Okulda Siddet. Küresel Bir Tehdit. Istanbul: Iletisim. Traduction roumaine: DEBARBIEUX, E. (2010). Violenta in Scoala: o provocare mondiala? Institutul European: Romania.
- DEBARBIEUX, E. (2008). Les dix commandements de la lutte contre la violence à l’école. Paris, Éditions Odile Jacob.
- DEBARBIEUX, E. (dir.) (2016). L’école face à la violence: décrire, expliquer, agir. Paris: Armand Colin.
- WUILLEUMIER, A., & DEBARBIEUX, E. (2016). Police programmes and public policies to ensure security at school. Paris: INHESJ.
- DEBARBIEUX, E. (2017). Ne tirez pas sur l’école. Paris: Armand Colin
- DEBARBIEUX, E. (dir.) (2018). Discipline et violence dans la classe: méthodes alternatives. Paris: Armand Colin
- DEBARBIEUX, E. (dir.) (2018). L'impasse de la punition à l'école. Paris: Armand Colin
- DEBARBIEUX, E. (2025). Zéro pointé. Une histoire politique de la violence à l'école. Paris: Les liens qui libèrent.

## Pour approfondir